# Ingeniería metabólica
Ingeniería metabólica es una nueva ciencia que apareció en la década de los 90's. Está asociada con la biología y la química. La ingeniería metabólica permite el diseño de vías bioquímicas que no existen en el mundo natural, así como el rediseño de las rutas bioquímicas a menudo con el uso de la ingeniería genética. Ingenieros metabólicos bioquímicos suelen modificar por reducir el uso de energía celular o la producción de residuos, cambiando el flujo de nutrientes a las células, o la mejora de la productividad y el rendimiento de una vía concreta. Además, los ingenieros metabólicos potencialmente pueden diseñar nuevos organismos que están hechos a la medida para los productos químicos y los procesos de producción deseado. Muchos nuevos compuestos de interés industrial y médico pueden ser producidos por ingeniería metabólica. En el siglo XXI, los principales esfuerzos de ingenieros metabólicos se concentran en biocombustibles y productos farmacéuticos.

## Definición y principios básicos
Ingeniería metabólica es un campo relativamente nuevo que se refiere a la modificación y optimización de rutas metabólicas, principalmente en microorganismos, alterando los genes, la absorción de nutrientes, o flujo metabólico para permitir la producción de nuevos compuestos que son de interés de la industria y la medicina. Las vías metabólicas de los organismos vivos no son óptimos para aplicaciones concretas, pero se pueden modificar mediante las herramientas de la biotecnología moderna como la ingeniería genética. El rediseño de las existentes, las vías metabólicas naturales con fines útiles es un objetivo principal de ingeniería metabólica. Ingeniería metabólica normalmente incluye dos fases: un análisis cuidadoso de la vía metabólica y los genes implicados en la ruta (fase analítica) y su modificación (fase de síntesis). Análisis de ruta a menudo incluye el análisis de control metabólico: determinar qué compuestos pueden controlar la productividad y rentabilidad del sendero específico.
Diferentes tareas de ingeniería metabólica son como sigue: mejoras de productividad y rentabilidad del sendero específico; la ampliación de la gama de sustrato; eliminación de residuos; mejora del rendimiento del proceso; mejoras de actividades celulares; y la extensión de la matriz de productos. Ingeniería metabólica se está convirtiendo en uno de los principales campos de la biotecnología.
La producción de muchos productos químicos y combustibles utiliza los recursos no renovables o limitados recursos naturales. Ingeniería metabólica crea muchas alternativas para sustituir los productos químicos peligrosos y combustibles derivados del petróleo con verdes limpias y renovables, productos químicos y biocombustibles.

## Antecedentes e historia
El término "ingeniería metabólica" apareció por primera vez en los 1990's. Desde ese momento, la gama de productos que pueden ser generados ha aumentado considerablemente, en parte debido a los notables avances en otros campos relacionados con la ingeniería metabólica, tales como la secuenciación del ADN y la ingeniería genética. Con la secuenciación del ADN, los científicos fueron capaces de identificar la mayoría de los genes y las enzimas metabólicas en muchos organismos. En la era post-secuenciación, la información obtenida es usada para la construcción concreta de senderos bioquímicos o conjunto de organismos con funciones optimizadas mediante ingeniería metabólica.
En la década de los 90, los científicos desarrollaron nuevas herramientas genéticas que ingenieros metabólicos dio un control más preciso sobre las vías metabólicas. También crearon instrumentos analíticos que permitieron el ingeniero metabólica vía metabolitos en una celda para identificar nuevas vías bioquímicas más precisamente.
Anteriormente en el siglo XXI, ingenieros metabólicos se unió a otros científicos en su búsqueda de combustibles alternativos, que están en gran demanda debido al aumento de los precios del petróleo y la preocupación por el cambio climático.

## ¿Cómo funciona?
Ingeniería metabólica se basa principalmente en el metabolismo microbiano. Los microbios producen diferentes tipos de sustancias que se utilizan para el crecimiento y el mantenimiento de sus celdas. Estas sustancias pueden ser útiles para los seres humanos. El objetivo de ingeniería metabólica es mejorar la producción microbiana de sustancias útiles. Para lograr este objetivo, los ingenieros metabólicos debe seguir una ruta determinada. Se necesita seleccionar un organismo amable (host) para sus manipulaciones metabólicas. Necesitan encontrar barato y sustratos disponibles a utilizar para modificar las rutas metabólicas.
Por último, los ingenieros metabólicos deben ser capaces de realizar manipulaciones genéticas de rutas metabólicas. Ingenieros metabólicos también pueden alterar la absorción de nutrientes o flujo metabólico. Todos estos pasos son dependientes unos de otros. Por ejemplo, los genes no pueden ser manipulados en cada organismo; productos o productos metabólicos intermedios pueden ser tóxicos a su huésped.

## Host Host y diseño
Generación de productos mediante ingeniería metabólica se ha logrado mediante la transferencia de producto-enzimas específicas o toda las vías metabólicas en llamado user-friendly microorganismo hosts, que se utiliza tradicionalmente en la industria. Estos microorganismos industriales crecen rápidamente en medios de cultivo baratos disponibles en cantidades a granel, están abiertos a la manipulación genética (manipulación genética y herramientas están disponibles), y son no patógenas (no causan enfermedad). Además, es importante que el host puede sobrevivir y prosperar bajo las condiciones de proceso deseado (ambiente frente a condiciones extremas de temperatura, pH).
Es esencial que el host es genéticamente estable (con la ruta introducida) y no es susceptible a virus u otro ataque del microbio. Entre los host más usadas son microorganismos Saccharomyces cerevisiae y Escherichia coli. Saccharomyces cerevisiae, o a la levadura del pan, se ha utilizado para la fabricación de pan y alcohol durante miles de años. Es uno de los primeros organismos domesticados. Este organismo ha llegado a utilizarse en un gran número de diferentes procesos dentro de las industrias farmacéutica y biotecnológica. Amplio conocimiento de S. cerevisiae se ha acumulado a lo largo de un largo período de tiempo. Además, la secuencia completa del genoma de la levadura está disponible, y la levadura es no patógenas. La bien establecida y la tecnología de procesos de fermentación para la producción a gran escala con S. cerevisiae en biorreactores hace este organismo muy atractivo para diversos fines industriales.
Escherichia coli, comúnmente conocida es la E. coli es una bacteria que se utiliza ampliamente como un organismo de investigación (modelo). Es fácil de cultivar y manipular genéticamente la bacteria, y su secuencia de genoma está disponible. Varios productos importantes como el interferón (gripe-lucha), la insulina y la hormona del crecimiento son fabricados por E. coli modificadas genéticamente.
Además de E. coli y S. cerevisiae, varios otros microorganismos son ampliamente utilizados como anfitriones de ingeniería metabólica manipulaciones, incluyendo bacteriaBacillus subtilis y Streptomyces coelicolor.
Por último, además de rediseño de procesos metabólicos, especialmente los ingenieros metabólica puede también diseñar células artificiales de novo que producirán los productos deseados.

## Sustratos
Hacer metabólicamente Engineered Products, sustratos químicos son necesarios. Para hacer estos productos económicamente viables, fuentes baratas de sustratos son necesarios. Los soportes deben contener diferentes componentes químicos, tales como el carbono, nitrógeno, oxígeno e hidrógeno. Por ejemplo, los ingenieros están buscando metabólico en azúcares a partir de biomasa celulósica como potenciales sustratos para la producción de biocombustibles. Biomasa celulósica es una materia prima biocombustible muy atractiva debido a su abundante suministro. A escala mundial, las plantas producen casi 100 millones de toneladas de celulosa por año, lo que lo convierte en el compuesto orgánico más abundante de la tierra.

## La manipulación genética de rutas metabólicas
La manipulación genética de las vías metabólicas mediante la adición o eliminación de genes o modificar la expresión de genes existentes en el host puede servir para varios propósitos útiles. Se pueden ampliar los caminos existentes o cambios de ruta metabólica en un camino deseado o aumentar la velocidad determina el paso de la ruta metabólica. La adición de genes en el host se compone de los siguientes pasos.
- El gen para la ruta deseada se obtiene a partir de la no-organismo huésped.
- El gen se inserta en la célula huésped.
- Las células del huésped son inducidos a express (a causa del gen para manifestar sus efectos) este gen "extranjeros" para producir el producto deseado.

Un ejemplo de cómo la manipulación genética se utiliza en áreas relevantes para ingeniería metabólica es como sigue: En el hongo Aspergillus terreus, el productor del medicamento que reduce el colesterol lovastatina, genes fueron modificados para aumentar sus niveles de expresión a fin de cambiar su metabolismo en términos de la producción de drogas.
Otro ejemplo es la introducción de ácido láctico bovina camino en S. cerevisiae. Como parte de esto, un gen responsable de acelerar la extracción de hidrógeno, que participa en la producción de ácido láctico, fue expresada en S. cerevisiae, y el ácido láctico se produce a una tasa de 11 gramos por litro por hora. Porque no tolera el ácido, la levadura puede servir como una alternativa a las bacterias, que normalmente se utiliza en la industria para la producción de ácido láctico. El ácido láctico es ampliamente utilizado como conservante de alimentos.

## Alterar la absorción de nutrientes o flujo metabólico
Alteración de la absorción de nutrientes o flujo metabólico puede realizarse no solo por la manipulación genética, sino también mediante el uso de inhibidores químicos simples o factores físicos tales como la luz o la temperatura.
La alteración de hidrógeno molecular (H2O) la producción de algas verdes usando luz de alta intensidad es un ejemplo de modificación de flujo metabólico por factores físicos. H2O es uno de los posibles portadores de energía del futuro. Las algas verdes microscópicas producen H2O en reacciones fotosintéticas de agua usando la luz solar como fuente de energía, generalmente en anóxico (sin oxígeno). El oxígeno (O2O) producido por la fotosíntesis en las algas verdes es un inhibidor de la producción de H2O. Breve iluminación de algas unicelulares por la alta intensidad de luz fue acompañada por una rápida supresión de fotosíntesis evolución de O2O. La disminución en la tasa de O2O evolución fue acompañada por la estimulación de la producción de H2O en las células de algas.

## Los sistemas de producción
Todas las consideraciones mencionadas son muy importantes en la ingeniería metabólica, aunque también es importante para asegurar que la producción de compuestos deseada por células modificadas pueden ser reproducidos. Esto puede lograrse mediante biorreactores, en la que los importantes parámetros tales como pH, temperatura, sustrato, alimentación y otras variables son controladas. Incluso es posible modificar el metabolismo celular mediante biorreactores.

## Aplicaciones y productos
Hay una amplia gama de productos y aplicaciones de ingeniería metabólica. Sin duda, una serie de nuevas aplicaciones y productos van a surgir en el futuro.
Los productos farmacéuticos. Ingeniería metabólica es más prometedores en la producción de productos farmacéuticos. Estos incluyen los productos farmacéuticos de diferentes clases de productos naturales: alcaloides, flavonoides y isoprenoids. Biosíntesis de productos naturales es un área emergente de ingeniería metabólica que ofrece importantes ventajas sobre los métodos químicos convencionales. Algunos compuestos farmacéuticos son demasiado complejos para ser sintetizadas químicamente o extraídos a partir de la biomasa de organismos económicamente.
Los alcaloides son principalmente compuestos derivados de plantas que han sido usados como fármacos como la morfina. Los alcaloides son producidos por la simple extracción de plantas. Los estudios demuestran que los alcaloides pueden ser sintetizados a partir de aminoácidos por ingeniería metabólica en E. coli y S. cerevisiae.
Isoprenoids, compuestos orgánicos, compuestos por dos o más hidrocarburos, tienen una variedad de funciones: los pigmentos, fragancias y vitaminas. Isoprenoids también son los precursores de las hormonas sexuales. Muchos isoprenoids han sido producidos mediante microorganismos, incluidos los carotenoides y diversos derivados de plantas terpenos. Los ingenieros están metabólica con S. cerevisiae como una fábrica de células para la biosíntesis de isoprenoids. Un éxito de ingeniería metabólica es la producción de Taxol, que se usa para tratar el cáncer de mama. Es un isoprenoides que fue aislado por primera vez en la corteza del tejo del Pacífico (Taxus brevifolia). La demanda de Taxol supera con mucho la oferta que puede obtenerse de su fuente natural. Una vía biosintética Taxol parcial ha sido diseñado en S. cerevisiae.
Otro éxito de ingeniería metabólica es la producción de isoprenoids-carotenoides. Los carotenoides se encuentran de forma natural en amarillo, naranja y rojo pigmentos encontrados comúnmente en plantas tales como zanahorias, así como en las bacterias, algas y hongos y desempeñan un importante papel en la lucha contra la enfermedad. Los ingenieros han introducido exitosamente metabólicos bioquímicos de carotenoides en carotenoides nonproducing microbios tales como E. coli y S. cerevisiae.
Los flavonoides son un grupo de metabolitos secundarios de las plantas. Estos compuestos pueden ser utilizados como antioxidantes o antiviral, antibacteriano, y medicamentos contra el cáncer. Muchas de las vías biosintéticas de flavonoides son conocidos y una amplia variedad de compuestos flavonoides de S. cerevisiae se espera producir por ingeniería metabólica en el futuro cercano.
Los productos químicos. Numerosos productos químicos, tales como los aminoácidos, ácidos orgánicos, vitaminas, sabores, fragancias y nutracéuticos pueden ser fabricados por ingeniería metabólica.
Glicerol o glicerina es un químico producido por ingeniería metabólica. El glicerol es utilizado para sintetizar muchos productos, desde cosméticos hasta lubricantes. Es un subproducto de la fabricación de jabón o biodiésel y su producción es de 1,2 millones de litros anuales. También puede usarse un combustible. Diseñado metabólicamente S. cerevisiae cepa produjo más de 200 gramos de glicerol por litro de medio líquido.
Otro ejemplo de químicos producidos con ayuda de ingeniería metabólica son esteroles. El más conocido es el colesterol esteroles. Esteroles son importantes para los organismos vivos, ya que forman parte de la membrana celular, participar en la síntesis de varias hormonas, y también son suplementos nutritivos. Varios esteroles están siendo producidos a partir de ingeniería metabólicamente S. cerevisiae.
Los combustibles. Ingeniería metabólica puede ser utilizado en la producción de biocombustibles. Varios laboratorios científicos han demostrado la factibilidad de manipulación de microorganismos para producir moléculas similares a los productos derivados del petróleo, aunque el rendimiento es muy bajo. Ajuste de las vías metabólicas de los microbios para producir combustibles similares a la gasolina tiene el potencial de ahorrar una enorme cantidad de dinero. Estos combustibles pueden ser usados en los motores existentes, a diferencia de otros biocombustibles que requieren los motores modificados o estaciones de gasolina.
Varios grupos de investigación están intentando metabólicamente ingeniero microorganismos para producir etanol combustible utilizando la celulosa como sustrato. Otro ejemplo de la labor de ingeniería metabólica es la producción de biodiésel. El biodiésel es un sustituto de gasóleo obtenido fundamentalmente a partir de aceites vegetales como la soja. Sin embargo, la producción de este combustible es limitada por la falta de suficiente aceite vegetal como materias primas. Otro problema es que para producir biodiésel, aceites debería ser modificado por transesterificación, una reacción química con metanol, catalizada por ácidos o bases (como hidróxido de sodio). La E. coli ha sido metabólicamente diseñados para producir biodiésel directamente, usando materiales de bajo costo.

## Carreras y trabajos de curso
La biotecnología, productos farmacéuticos, y empresas de biocombustibles son los mayores empleadores de ingenieros metabólicos. Como nuevos productos basados en biología pasar de la investigación a la producción, más ingenieros metabólicos será necesario en la industria, las universidades y los laboratorios públicos.
Ingeniería metabólica es una ciencia interdisciplinaria. El trabajo del curso incluye la bioquímica, la biología molecular, la química, la ingeniería genética, la química analítica, bioquímica, ingeniería bioquímica y bioprocess, y microbiología. La mayoría de los ingenieros metabólicos tienen una licenciatura en biología, bioquímica, ingeniería genética, microbiología y biotecnología. Los grados avanzados (maestría y doctorado) en biología molecular, bioquímica, biotecnología y genética son necesarias para la investigación y la docencia. Algunas instituciones gubernamentales tales como el Instituto de bioenergía conjunta para ayudar a los estudiantes a desarrollar la ingeniería metabólica rutas educativas proporcionando oportunidades de pasantías.

## El contexto social y las perspectivas de futuro
Aunque el rediseño de las formas de vida en beneficio de la humanidad es definitivamente una carrera emocionante, metabólicas ingenieros están prestando especial atención a los aspectos éticos, jurídicos y cuestiones políticas. Para continuar en este trabajo, el campo en su conjunto necesitará un apoyo sostenido del público y del gobierno.
En la actualidad, ingeniería metabólica es más una colección de experimentos exitosos de una ciencia establecida. En el futuro, ingeniería metabólica puede jugar un papel importante en la producción de productos químicos y combustibles a partir de materias primas renovables y baratas. El desarrollo continuo de las técnicas de ingeniería metabólica será necesario ampliar la gama de productos. El papel de la ingeniería metabólica en la ciencia es probable que se amplíe en el futuro como resultado del aumento de las necesidades para los productos farmacéuticos y los biocombustibles.